# Carroll Baker
Carroll Baker (* 28. května 1931) je americká herečka.

## Život
Narodila se v Johnstownu v Pensylvánii do rodiny polského a irského původu. V osmnácti se s rodinou přestěhovala do St. Petersburgu na Floridě a věnovala se tanci. V roce 1951 se usadila v New Yorku a studovala herectví v HB Studio, hrála v televizních reklamách a seriálech, a později ve filmech. První větší role dostala v roce 1956 ve filmech Gigant a Baby Doll. V roce 1967 se usadila v Evropě, kde do roku 1976 natočila řadu filmů. Prvním filmem po návratu do USA byl Bad produkovaný Andym Warholem, v němž ztvárnila hlavní roli. Později hrála v desítkách dalších filmů. V roce 1983 vydala autobiografickou knihu Baby Doll, později knihu o své cestě do Afriky, To Africa with Love (1986), a román A Roman Tale (1987). V roce 2003 odešla do důchodu, naposledy hrála v seriálu The Lyon's Den.
Jejím prvním manželem byl o více než třicet let starší hoteliér Louie Ritter, jejich manželství skončilo po necelém roce (1953). V letech 1955 až 1969 byl jejím manželem režisér Jack Garfein, s nímž měla dvě děti, dceru Blanche (herečka) a syna Herschela (skladatel). Jejím třetím manželem byl anglický herec Donald Burton, s nímž zůstala až do jeho smrti v roce 2007. Od roku 1960 má hvězdu na Hollywoodském chodníku slávy. Za svou roli ve filmu Baby Doll byla nominována na Oscara a Zlatý glóbus. Je držitelkou Zlatého glóbu pro vycházející hvězdu (1956).

## Filmografie (výběr)
- Gigant (1956)
- Baby Doll (1956)
- Velká země (1958)
- Something Wild (1961)
- Jak byl dobyt Západ (1962)
- Station Six-Sahara (1963)
- Podzim Cheyennů (1964)
- Kořistníci (1964)
- Největší příběh všech dob (1965)
- Harém (1967)
- Il dolce corpo di Deborah (1968)
- Orgasmo (1969)
- Così dolce… così perversa (1969)
- Paranoia (1970)
- Il coltello di ghiaccio (1972)
- Baba Yaga (1973)
- Il corpo (1974)
- Andy Warhol's Bad (1977)
- Lesní duch (1980)
- Star 80 (1983)
- Jako nepoddajný plevel (1987)
- Policajt ze školky (1990)
- Hra (1997)